# غرد كوتشك (بهمئي غرمسيري الشمالي)
غرد کوتشك (بالفارسية: گردکوچک) هي قرية تقع في إيران في قسم بهمئي غرمسیري الشمالي الريفي. يقدر عدد سكانها بـ 593 نسمة بحسب إحصاء 2016.